# Раковиці (Вармінсько-Мазурське воєводство)
Раковиці (пол. Rakowice, нім. Rakowitz) — село в Польщі, у гміні Любава Ілавського повіту Вармінсько-Мазурського воєводства.
Населення — 477 осіб (2011).
У 1975-1998 роках село належало до Ольштинського воєводства.

## Демографія
Демографічна структура станом на 31 березня 2011 року:
|          | Загалом | Допрацездатний вік | Працездатний вік | Постпрацездатний вік |
| -------- | ------- | ------------------ | ---------------- | -------------------- |
| Чоловіки | 257     | 51                 | 183              | 23                   |
| Жінки    | 220     | 47                 | 133              | 40                   |
| Разом    | 477     | 98                 | 316              | 63                   |